# Арянукс
Арянукс — река в России, протекает в Республике Карелия по территории Муезерского и Медвежьегорского районов.
Длина реки составляет 15 км, площадь водосборного бассейна — 256 км². Вытекает из одноимённого озера, течёт сначала в северо-восточном, а затем в северном направлении. Впадает в реку Тумбу (Сонго) в 39 км от её устья по правому берегу.
К бассейну реки Арянукс также относятся озёра: Малое Арянукс (протокой связано с озером Арянукс) и Суксинги (вытекает река Суксинга, впадающая с правого берега в реку Арянукс).

## Данные водного реестра
По данным государственного водного реестра России относится к Баренцево-Беломорскому бассейновому округу, водохозяйственный участок реки — Сегежа до Сегозерского гидроузла, включая озеро Сегозеро. Речной бассейн реки — бассейны рек Кольского полуострова и Карелии, впадает в Белое море.
Код объекта в государственном водном реестре — 02020001112102000005876.